# Strangeways, Here We Come
| 전문가 평가                       | 전문가 평가 |
| 평가 점수                         | 평가 점수   |
| 출처                              | 점수        |
| --------------------------------- | ----------- |
| AllMusic                          | [ 1 ]       |
| Blender                           | [ 2 ]       |
| Chicago Tribune                   | [ 3 ]       |
| The Encyclopedia of Popular Music | [ 4 ]       |
| Los Angeles Times                 | [ 5 ]       |
| Pitchfork                         | 8.3/10      |
| Q                                 | [ 7 ]       |
| The Rolling Stone Album Guide     | [ 8 ]       |
| Select                            | 4/5         |
| Uncut                             | [ 10 ]      |
| The Village Voice                 | B           |

《Strangeways, Here We Come》는 영국의 록 밴드 더 스미스의 네 번째이자 마지막 스튜디오 음반이다. 1987년 9월 28일, 러프 트레이드 레코드를 통해 발매되었다. 모든 곡은 조니 마가 작곡하고 모리세이가 작사, 노래했다.
《롤링 스톤》은 이 음반이 "그들의 최고이자 가장 다양한 음반 중 하나"라고 말했다. 《슬랜트 매거진》은 "《Strangeways, Here We Come》이 그들의 최고 음반으로 더 스미스의 짧은 경력을 마감했든 아니든 간에, 그것은 거의 4반세기 동안 상당한 논쟁의 주제가 되어왔지만, 확실히 밴드의 가장 풍부하고 풍부한 작품으로 자리잡고 있다"라고 썼다.
이 음반은 17주 동안 영국 음반 차트에서 2위에 올랐다. 이 음반은 또한 유럽 음반 차트에서 16위로 정점을 찍으며 국제적인 성공을 거두었고, 유럽 주요 18개국을 대상으로 한 판매에서 9주간 그 차트에 머물렀다. 이 음반은 1987년 10월 1일, 영국 축음기 협회로부터 골드 인증을 받았고 1990년 9월 19일, 미국 음반 산업 협회로부터도 골드 인증을 받았다.

## 녹음
더 스미스는 잉글랜드 서머싯주 베킹턴에 있는 울 홀 스튜디오에서 마지막 스튜디오 음반을 녹음했다(당시에는 티어스 포 피어스가 소유했다). 3월 음반 녹음과 1987년 9월 발매 사이에 조니 마는 밴드를 떠나 밴드를 끝냈다. 《Strangeways, Here We Come》는 〈Death of a Disco Dancer〉라는 곡에서 모리세이가 피아노라는 악기를 연주한 유일한 더 스미스 음반이다.
마는 밴드가 새로운 음악 단계에 진입할 준비가 되어 있다고 느꼈고, 공식을 피하고 이전의 "쟁글 팝" 사운드에서 멀어지기로 결심했다. 그는 비틀즈의 1968년 음반에 관심을 가지면서 다양한 영향력을 찾기 시작했다.  마는 더 나아가 워커 브라더스의 초기 음반에 대한 오마주로서 《Strangeways, Here We Come》을 의도했다고 말했다. 이 밴드의 악기는 색소폰 합성, 키보드의 스트링 배열, 드럼 머신 추가를 포함하여 확장되었다.
모리세이와 마는 이 음반이 밴드의 최고라고 말했고, 모리세이는 덧붙였다. "우리는 꽤 자주 말합니다. 동시에, 잠결에, 하지만 다른 침대에서" 드러머 마이크 조이스도 이 음반을 밴드의 최고 음반으로 선정했다.

## 커버 아트
모리세이가 디자인한 《Strangeways, Here We Come》의 소매는 1955년 영화 《에덴의 동쪽》에 출연한 것으로 가장 잘 알려진 배우 리처드 다바로스의 어두운 사진이 특징이다.  사진 속에서, 다바로스는 그 영화에서 그의 동료인 제임스 딘을 보고 있다. 딘은 모리세이의 영웅이었는데, 그 가수는 《James Dean Is Not Dead》라는 책을 썼다. 5년 후, WEA의 《Best... I》 컴필레이션의 미국 발매를 위한 소매를 디자인할 때, 모리시는 다시 다바로스를 커버 스타로 선택했고, 다바로스는 다시 한번 잘린 딘을 바라보고 있다.

## 곡 목록
모든 곡들은 모리세이와 조니 마에 의해 작사/작곡하였다.
| #  | 제목                                                  | 재생 시간 |
| -- | ----------------------------------------------------- | --------- |
| 1. | 〈A Rush and a Push and the Land Is Ours〉            | 3:00      |
| 2. | 〈I Started Something I Couldn't Finish〉             | 3:47      |
| 3. | 〈Death of a Disco Dancer〉                           | 5:26      |
| 4. | 〈Girlfriend in a Com〉                               | 2:03      |
| 5. | 〈Stop Me If You Think You've Heard This One Before〉 | 3:32      |

| #  | 제목                                           | 재생 시간 |
| -- | ---------------------------------------------- | --------- |
| 1. | 〈Last Night I Dreamt That Somebody Loved Me〉 | 5:03      |
| 2. | 〈Unhappy Birthday〉                           | 2:46      |
| 3. | 〈Paint a Vulgar Picture〉                     | 5:35      |
| 4. | 〈Death at One's Elbow〉                       | 2:01      |
| 5. | 〈I Won't Share You〉                          | 2:48      |

## 인증
| 국가                       | 인증 | 판매량/출하량 |
| -------------------------- | ---- | ------------- |
| 영국 (BPI)                 | 골드 | 100,000^      |
| 미국 (RIAA)                | 골드 | 500,000^      |
| ^출하량을 기반으로 한 인증 |      |               |